# Ma femme et ses enfants
Pour plus de détails, voir Fiche technique et Distribution.
Ma femme et ses enfants (titre original : Family Honeymoon) est un film américain en noir et blanc réalisé par Claude Binyon, sorti en 1948.
Tourné en Arizona dans le Parc national du Grand Canyon, ce film est le dernier des sept films dans lesquels les acteurs Claudette Colbert et Fred MacMurray ont joué ensemble.

## Synopsis
Grant, un célibataire, épouse Katie, une veuve. Un concours de circonstance fait que les trois enfants de Katie doivent accompagner les nouveaux mariés dans leur voyage de lune de miel au Grand Canyon. Dans leur hôtel, ils retrouvent Minna, la belle et riche ex-petite amie de Grant, qui a l'espoir de le reconquérir.

## Fiche technique
- Titre : Ma femme et ses enfants
- Titre original : Family Honeymoon
- Réalisation : Claude Binyon, assisté de Jack Hively (non crédité)
- Scénario : Dane Lussier (en), d'après un roman de Homer Croy (en)
- Musique : Frank Skinner
- Direction artistique : Bernard Herzbrun et Richard H. Riedel
- Décors : A. Roland Fields et Russell A. Gausman
- Costumes : Orry-Kelly
- Lieu de tournage : Grand Canyon (Arizona) ; hôtel : Grand Canyon Lodge (situé au North Rim Lodging)
- Photographie : William H. Daniels
- Montage : Milton Carruth
- Producteurs : John Beck et Z. Wayne Griffin
- Société de production et de distribution : Universal Pictures
- Pays de production :  États-Unis
- Langue originale : anglais américain
- Format : noir et blanc — 35 mm — 1,37:1 — son : mono (Western Electric Recording)
- Genre : comédie familiale
- Durée : 90 minutes
- Dates de sortie :
  - États-Unis : 6 décembre 1948 (New York)
  - États-Unis : 24 février 1949 (sortie nationale)
  - France : 8 août 1951
- Affiche : Pierre Levé (France)

## Distribution
- Claudette Colbert : Katie Armstrong Jordan
- Fred MacMurray : Grant Jordan
- Rita Johnson : Minna Fenster
- Gigi Perreau : Zoé
- Jimmy Hunt : Charlie
- Peter Miles : Abner
- Lillian Bronson : tante Jo
- Hattie McDaniel : Phyllis
- Chill Wills : Fred
- Catherine Doucet : Mme Abercrombie
- Paul Harvey : Chancelier Fenster
- Irving Bacon : M. Webb
- Chick Chandler : chauffeur de taxi
- Frank Jenks : Préposé de la station d'essence
- Wally Brown : Tom Roscoe
- Joel Fluellen : serveur
- Fay Baker : Fran Wilson

Acteurs non crédités
- William Bailey : Todd
- Sarah Edwards : Mme Carp
- Almira Sessions : servante
- Larry Steers : invité au mariage